# Audierne
Audierne (en bretón Gwaien),  es una comuna nueva francesa situada en el departamento de Finisterre, de la región de Bretaña.

## Historia
Fue creada el 1 de enero de 2016, en aplicación de una resolución del prefecto de Finisterre de 16 de octubre de 2015 con la unión de las comunas de Audierne y Esquibien, pasando a estar el ayuntamiento en la antigua comuna de Audierne.

## Demografía
| Gráfica de evolución demográfica de Audierne entre 1800 y 2014 |
|                                                                |

Los datos parciales entre 1800 y 2014 son el resultado de sumar los parciales de las dos comunas que forman la nueva comuna de Audierne, cuyos datos se han cogido de 1800 a 1999 para las comunas de Audierne y Esquibien de la página francesa EHESS/Cassini. Los demás datos se han cogido de la página del INSEE.

## Composición
| Comuna delegada | Código INSEE | Población (2014) | Superficie (km²) | Densidad (hab./km²) |
| --------------- | ------------ | ---------------- | ---------------- | ------------------- |
| Audierne        | 29003        | 2159             | 18.37            | 204                 |
| Esquibien       | 29052        | 1593             | 15.42            | 103                 |